# Stanisław Dunin Wąsowicz
Stanisław Dunin Wąsowicz herbu Łabędź (ur. 1785 na Wołyniu, zm. 1864 w Paryżu) – generał brygady powstania listopadowego, hrabia.
Służbę wojskową rozpoczął w roku 1809 w armii Księstwa Warszawskiego. Wziął udział jako podporucznik w wojnie z Austrią w 1809. Służył w 2 pułku ułanów i 10 pułku huzarów, a od 1811 w pułku szwoleżerów gwardii. Jako porucznik był adiutantem gen. Wincentego Krasińskiego.
Podczas kampanii moskiewskiej 1812 attaché à la maison Napoleona. Towarzyszył mu w ucieczce spod Moskwy i wiele razy ratował go z opresji. Kapitan z 1812, pułkownik z 1814.
Odbył kampanię saską i francuską. W 1815 w wojsku Królestwa Polskiego, po czym wziął dymisje i osiadł na gospodarstwie.
W czasie powstania listopadowego wrócił do służby. Szef osobistego sztabu Naczelnego Wodza gen. Józefa Chłopickiego i gen. Michała Gedeona Radziwiłła. Od kwietnia 1831 dowódca Brygady Jazdy w Dywizji Rezerwowej. W maju 1831 awans na generała brygady.
Po kapitulacji Warszawy podał się do dymisji i osiadł w Zatorze. Później wyjechał do Francji, gdzie zmarł. Jego zwłoki sprowadzono do Polski i pochowano w kościele św. Wojciecha i św. Jerzego w Zatorze.
Był ojcem dwóch córek, Julii oraz Matyldy zamężnej z rotmistrzem Janem Jordanem, która po jego śmierci wyszła ponownie za prawnika i publicystę Karola Boromeusza Hoffmana.
Był jednym z dwóch polskich oficerów obecnych przy abdykacji Napoleona I